# Realdo Fili
Realdo Fili, né le 14 mai 1996 à Fier, est un footballeur albanais. Il évolue au poste d'attaquant au Partizan Tirana.

## Carrière
Realdo Fili signe un contrat de trois ans en faveur du Partizan Tirana en février 2016.

## Statistiques
| Saison                | Club                  | Championnat           | Championnat | Championnat | Coupe(s) nationale(s) | Coupe(s) nationale(s) | Compétition(s) continentale(s) | Compétition(s) continentale(s) | Compétition(s) continentale(s) | Total | Total |
| Saison                | Club                  | Division              | M.          | B.          | M.                    | B.                    | Comp.                          | M.                             | B.                             | M.    | B.    |
| 2012-2013             | Apolonia Fier         | Kategoria Superiore   | 1           | 0           | 0                     | 0                     | -                              | -                              | -                              | 1     | 0     |
| 2013-2014             | Apolonia Fier         | Kategoria e Parë      | 0           | 0           | 1                     | 0                     | -                              | -                              | -                              | 1     | 0     |
| 2014-2015             | Apolonia Fier         | Kategoria Superiore   | 28          | 5           | 5                     | 0                     | -                              | -                              | -                              | 33    | 5     |
| 2015-2016             | Apolonia Fier         | Kategoria e Parë      | 12          | 0           | 3                     | 1                     | -                              | -                              | -                              | 15    | 1     |
| Sous-total            | Sous-total            | Sous-total            | 41          | 5           | 9                     | 1                     | -                              | -                              | -                              | 50    | 6     |
| 2015-2016             | Partizan Tirana       | Kategoria Superiore   | 11          | 3           | -                     | -                     | -                              | -                              | -                              | 11    | 3     |
| 2016-2017             | Partizan Tirana       | Kategoria Superiore   | 18          | 0           | 3                     | 0                     | -                              | 4+2                            | 1+0                            | 27    | 1     |
| Sous-total            | Sous-total            | Sous-total            | 29          | 3           | 3                     | 0                     | -                              | 6                              | 1                              | 38    | 4     |
| Total sur la carrière | Total sur la carrière | Total sur la carrière | 70          | 8           | 12                    | 1                     | -                              | 6                              | 1                              | 88    | 10    |